# Celtx
Celtx ist eine kommerzielle Software für die Vorproduktion von Medienprojekten, wie Filme, Videos, Hörspiele, Theaterstücke, Dokumentationen und Spiele. Es bietet umfangreiche Funktionen zum Kreieren, Planen und Organisieren eines Projekts.
Die Basisfunktion von Celtx ist das Editieren von Drehbüchern, die dem internationalen Industriestandard entsprechen. Ein Client-Server-System erlaubt die Zusammenarbeit innerhalb von Projekten über das Internet und fördert die integrierte und non-lineare Umsetzung.
Celtx ist auf freien, nicht-proprietären Standards (z. B.: HTML, XML, RDF und TXT) aufgebaut und ist unter der Celtx Public License lizenziert. Die Entwicklung und Übersetzung der Software wird durch freiwillige Mitglieder der internationalen Celtx-Community bewerkstelligt. Es liegen Versionen für Windows, Mac OS X und Linux vor.
Celtx ist das englische Akronym für Crew, Equipment, Location, Talent und XML. Die Aussprache lautet „keltix“.

## Übersicht
Im Gegensatz zu anderer Drehbuchsoftware (Final Draft etc.) steht bei Celtx das All-In-One-Konzept im Vordergrund. Die komplette Vorbereitungsphase eines Projekts kann mit nur einem Programm realisiert werden und erleichtert somit die Umsetzung. Das Erstellen eines Drehbuchs, Notizen, Charakteren, Storyboard-Sequenzen, Aufgabenverteilung und detaillierte Berichte für Cast und Crew können in einer Software verwirklicht werden.
Da Projekte auf einem allgemein zugänglichen Server gespeichert werden können, ist das gemeinsame Arbeiten mehrerer Teammitglieder möglich. Dateien können so organisiert werden, dass sie nur für bestimmte Mitglieder zugänglich sind oder ausgetauscht und veröffentlicht werden können. Auf diese Weise entfällt das häufige Ausdrucken von Drehbüchern, und das Erarbeiten eines Projekts kann unter Umständen deutlich schneller geschehen.

## Funktionen

### Texteditor
Celtx enthält verschiedene Editoren, die den jeweiligen Industriestandards entsprechen.
- Drehbuch (US-Standard und Formatumstellung auf DIN-A4)
- Theaterstück (Internationaler- und US-Standard)
- Storyboard
- Audiovisuelle-Skripten (Dokumentationen, Musikvideos und Werbespots)
- Hörspiel (Radiosendungen und Podcasts)
- Comic
- Roman
- Text für Notizen, Entwürfe etc.

Umfangreiche Formatierungsfunktionen, automatisches Vervollständigen von Text und eine integrierte Rechtschreibprüfung erleichtern das Schreiben. Zusätzliche Formatierungsmöglichkeiten sind Seitenumbrüche und Dual-Dialog. Textzeilen oder einzelne Elemente können farbig markiert und mit anderen Funktionen von Celtx verknüpft werden. Im weiteren Planungsverlauf ist es dadurch möglich, Berichte zu erstellen, auf denen beispielsweise die einzelnen Charaktere oder Requisiten aufgelistet werden.
Celtx-Skripten können entweder direkt ausgedruckt oder aber auch in HTML bzw. PDF exportiert werden.
Die Anwendung benutzt das umfangreiche LaTeX-Typesetting, um die Skripten ohne Abweichung in die anerkannten Industriestandards zu formatieren. Dies geschieht auf dem Celtx-Server, d. h., die Datei muss zuerst auf diesen übertragen werden. Auch die PDF-Funktion kann nur auf diese Weise erfolgen. Szenen- bzw. Dialogfortsetzungen (Continueds und Mores) und Seitennummerierungen werden automatisch generiert und sind optional. Um die Sicherheit zwischen der Desktopanwendung und dem Celtx-Server zu gewährleisten, wird eine Verschlüsselungstechnologie genutzt.
Die Funktion Karteikarten erlaubt einen besseren Überblick bei besonders großen Projekten. Diese werden ebenfalls automatisch zu jeder neuen Szene erstellt, können eingefärbt und beschrieben werden. Außerdem kann man die Reihenfolge der einzelnen Szenen per Drag and Drop verändern.

### Visualisierungswerkzeuge
Storyboards können in das Medienprojekt eingefügt und mit Beschreibungen versehen werden. Diese Funktion stellt ein weiterer Bestandteil des Planungsverlaufs dar und hilft das Projekt vor der Produktion zu visualisieren. Mit der Slideshow können die Bilder abgespielt werden.
Celtx enthält des Weiteren die Funktion um digitale Fotos, gescannte Dokumente, Videoclips und Audiodateien in das Projekt einzubinden. Das Celtx-Format ist so angelegt, dass sich alle Dateien in einer Art Container befinden (genau genommen in einem ZIP Archiv). Somit besteht ein Medienprojekt aus nur einer Datei.

### Organisationswerkzeuge
Eine neue Art der Organisation in Celtx sind Kataloge, auf denen detaillierte Informationen des Projekts aufgelistet und ausgegeben werden. Jede neue Celtx-Datei enthält einen Hauptkatalog, welcher die wichtigsten Elemente der erstellten Geschichte bereithält. Zusätzlich können Nebenkataloge erstellt werden, die spezifische Produktionsinformationen von verschiedenen Kategorien enthalten.
Celtx enthält eine Ablaufplanung in Form eines Terminkalenders. In diesen werden in Verbindung mit dem Skript Informationen für die Realisierungstermine eingetragen. Die enge Verknüpfung mit dem Projekt bietet den Vorteil, dass spezifische Kalenderblätter für die einzelnen Teammitglieder leichter fällt. Die Kalenderblätter können ausgedruckt werden, sind aber durch den Celtx-Client-Server auch für andere Teammitglieder einsehbar.
Der Celtx-Client-Server wird oftmals auch als Backup-System verwendet. Um ein unbeabsichtigtes Überschreiben zu verhindern oder um auf ältere Versionen zurückzugreifen, können Snapshots erstellt werden, die ebenfalls auf dem Server gespeichert bleiben.

### Zusammenarbeit
Erst durch das Anlegen eines Accounts sind alle Funktionen von Celtx freigegeben. Dieses Konto ist passwortgeschützt und durch die Verschlüsselung ist es nicht möglich, ein Projekt von Außenstehenden einzusehen, es sei denn, es ist so gewollt. Der Uploader kann sein Projekt mit anderen Mitgliedern teilen und eine barrierefreie Zusammenarbeit ist möglich. Nachdem dem Erscheinen der Version 1.0 wurde das Account-System in Celtx-Studio umbenannt und nach der Umstellung auch kostenpflichtig. Die Mitgliedschaft kostet derzeit (2010) $4,99 im Monat oder $49 im Jahr und kann jeweils von fünf Personen gleichzeitig benutzt werden. Das Herunterladen der Software bleibt weiterhin kostenlos.

### Kritik
Die Software arbeitet offline nur eingeschränkt. So erstellt das Programm beispielsweise PDF-Dateien nur mit Online-Zugang zu den Servern des Herstellers, es sei denn, man nutzt die Druckfunktion in Verbindung mit unabhängiger Zusatzsoftware wie Ghostscript (und dessen GUIs).
Über den Hersteller selbst, die Grayfirst Corporation, finden sich im Internet kaum Informationen.
Alle Bezahlvorgänge einschließlich der Kreditkartendatenübermittlung laufen über eigene Server des Herstellers.
Eine sehr knappe Privacy Policy von Celtx ist im Internet veröffentlicht. Die Grayfirst Corporation, deren Firmierung unter gleicher Anschrift in Kanada wie Celtx ist, hat keine veröffentlicht.
Die Website weist die Desktop-Software unter der Mozilla Public License aus. Der Desktop-Software selbst liegt keine Lizenz und keine Copyright-Angabe bei.